# Verzorgingsplaats Mienscheer
Verzorgingsplaats Mienscheer is een Nederlandse verzorgingsplaats langs de A7 Zaandam-Bad Nieuweschans in het gedeelte tussen Marum en Tolbert ter hoogte van Nuis. Bij het plaatsen van ondergrondse opslagtanks werd er op 4,5 meter onder het maaiveld een grote zwerfsteen gevonden. Deze is voor het tankstation geplaatst.
Het parkeerterrein beschikt over een spiegelafstelplaats. In 2015 werd middels een veiling de huurrechten van het pompstation verkocht.
De naam verwijst naar de gemeenschappelijke weidegronden waar vee werd ingeschaard, ten zuiden van de verzorgingsplaats.
Aan de andere kant van de snelweg ligt even verderop verzorgingsplaats Oude Riet.

## Referentie
1. ↑  Zwerfsteen Mienscheer
2. ↑  Staatscourant Veiling benzinestations 2011-2017. Gearchiveerd op 5 oktober 2013. Geraadpleegd op 19 november 2011.

Richting Bad Nieuweschans:
Middelsloot · 
De Koggen · 
Broerdijk · 
Hoge Kwel · 
Monument · 
Breezanddijk · 
Hayum · 
Laerd · 
De Horne · 
De Wâlden · 
Mienscheer · 
Dikke Linde · 
Meedenertol · 
Bunderneuland (D)
Richting Zaandam:
Poort van Groningen · 
Roode Til · 
Veenborg · 
Oude Riet · 
De Vonken · 
Bloksloot · 
Wildinghe · 
Breezanddijk · 
Monument · 
Den Oever · 
De Wierde · 
De Horn · 
Kruisoord